# Dvärgara

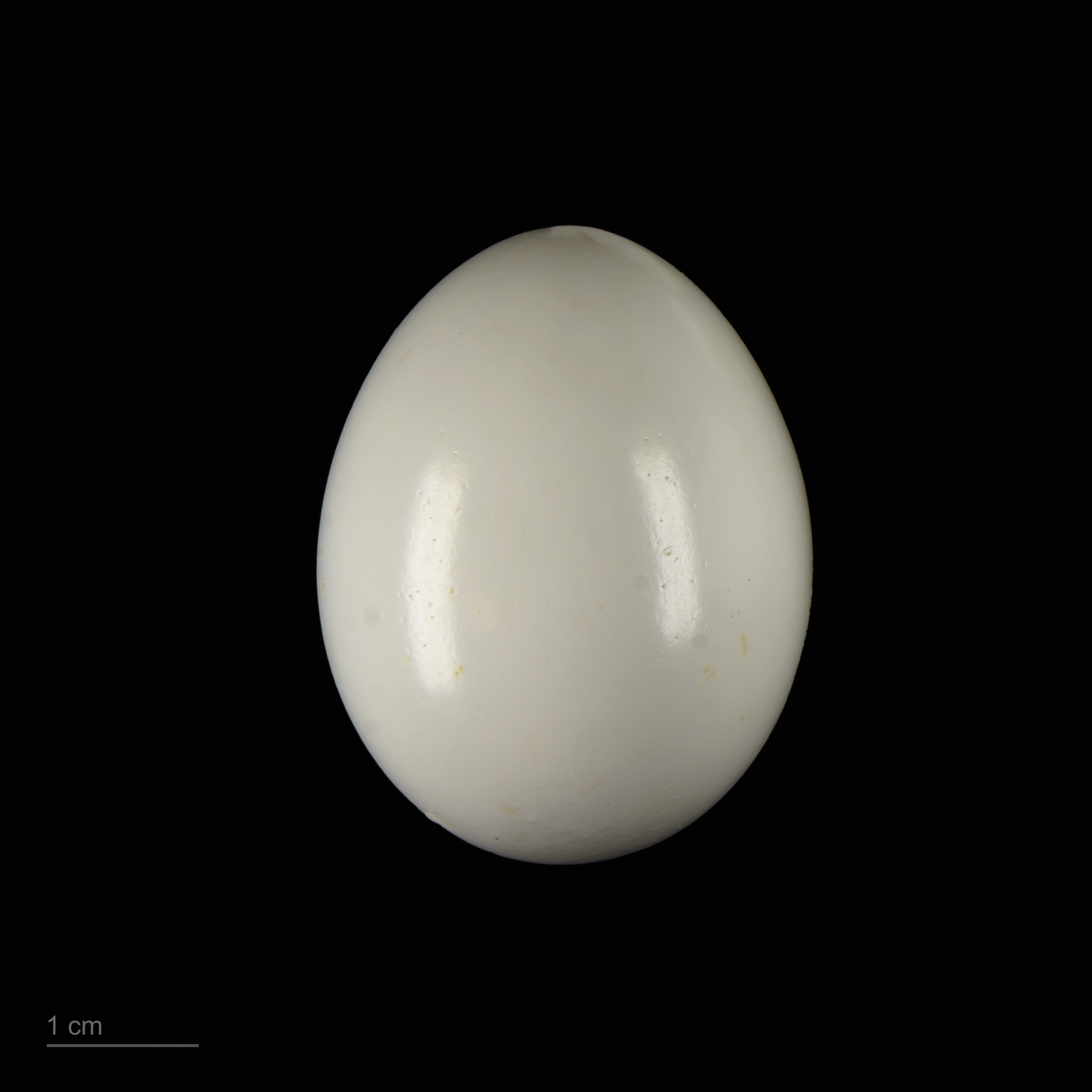
Ara severus

Dvärgara (Ara severus) är en fågel i familjen västpapegojor inom ordningen papegojfåglar.

## Utseende och läte
Dvärgara är som namnet avslöjar en liten ara, men är ändå större än någon annan parakit i området. Fågeln är mestadels grön med vitaktigt ansikte och röda vingundersidor som dock bara ses i flykten. Könen är lika. Lätena är mycket hårda och skrapiga.

## Utbredning och systematik
Fågeln förekommer från tropiska östra Panama till Guyanaregionen, norra Bolivia och Amazonområdet i Brasilien. Den behandlas som monotypisk, det vill säga att den inte delas in i några underarter.

## Levnadssätt
Dvärgaran hittas i skogar, men även i mer påverkade öppna miljöer som odlingsbygd och hyggen. Den ses i par eller småflockar.

## Status och hot
Arten har ett stort utbredningsområde, men tros minska i antal, dock inte tillräckligt kraftigt för att den ska betraktas som hotad. Internationella naturvårdsunionen IUCN listar arten som livskraftig (LC).